# Empis tibetensis
Empis tibetensis är en tvåvingeart som beskrevs av Igor Shamshev 2006. Empis tibetensis ingår i släktet Empis och familjen dansflugor.
Artens utbredningsområde är Mongoliet. Inga underarter finns listade i Catalogue of Life.